# Sir
 Ovo je glavno značenje pojma Sir. Za druga značenja pogledajte Sir (naslov).
Sir je masni mliječni proizvod koji se, uz rijetke iznimke, dobiva zgrušavanjem bjelančevina u mlijeku. Sir se smatra jednim od osnovnih prehrambenih proizvoda.

## Najveći proizvođači sira
Najveći proizvođači sira su SAD, Njemačka i Francuska, a slijede ih Italija i Nizozemska. Među 17 najvećih proizvođača sira su također Egipat, Iran i Kina.
| Poredak | Država           | Proizvodnja (u tisućama t) | Poredak | Država      | Proizvodnja (u tisućama t) |
| ------- | ---------------- | -------------------------- | ------- | ----------- | -------------------------- |
| 1       | SAD              | 4.357                      | 10      | Australija  | 364                        |
| 2       | Njemačka         | 1.852                      | 11      | Argentina   | 360                        |
| 3       | Francuska        | 1.840                      | 12      | Kanada      | 360                        |
| 4       | Italija          | 1.320                      | 13      | Danska      | 335                        |
| 5       | Nizozemska       | 670                        | 14      | Novi Zeland | 285                        |
| 6       | Egipat           | 661                        | 15      | Grčka       | 247                        |
| 7       | Poljska          | 520                        | 16      | Kina        | 232                        |
| 8       | Rusija           | 483                        | 17      | Iran        | 227                        |
| 9       | Velika Britanija | 370                        |         |             |                            |

## Galerija
- Švicarski sir
- Sajam sira u Nizozemskoj
- Industrijska proizvodnja sira
- Kozji sir domaće proizvodnje iz Međimurja